# Wielka Synagoga Chóralna w Grodnie
Wielka Synagoga Chóralna (biał. Вялікая харальная сінагога) – synagoga znajdująca się w Grodnie na Białorusi.

## Historia
W 1572 roku w Grodnie pojawił się rabin Morduchaj ben Abraham Jaffe urodzony w Pradze. Z jego inicjatywy, w latach 1575–1578 wzniesiono pierwszą murowaną synagogę. Budynek ten spłonął podczas pożaru w 1617. Wkrótce król Polski Zygmunt III Waza zezwolił Żydom na budowę nowej "na tymże miejscu gdzie stara była".
Obecna synagoga powstała, po pożarze starej w 1899, w latach 1902–1905 w stylu eklektycznym i mauretańskim. W 1941 po wkroczeniu wojsk niemieckich wnętrze synagogi zostało zdewastowane. Synagoga znajdowała się wtedy na terenie getta utworzonego przez Niemców.
W 1944 władze sowieckie zamknęły synagogę, a jej wnętrze wykorzystywano jako magazyn. W 1991 została zwrócona gminie żydowskiej w Grodnie, która ją częściowo wyremontowała i z powrotem dostosowała do funkcji kultowych. W 2011 r. rozpoczęto remont elewacji budynku. W 2012 roku w synagodze otwarto prywatne muzeum historii Żydów. W 2014 roku muzeum stało się oddziałem Państwowego Muzeum Historii Religii. W 2019 r. w holu głównym otwarto centrum edukacji o świecie żydowskim.
W 1931 ludność żydowska stanowiła około 42% ludności miasta. W Grodnie znajdowały się też synagogi: drewniana, na Słobodce, „Chajei Adam”.

Galeria
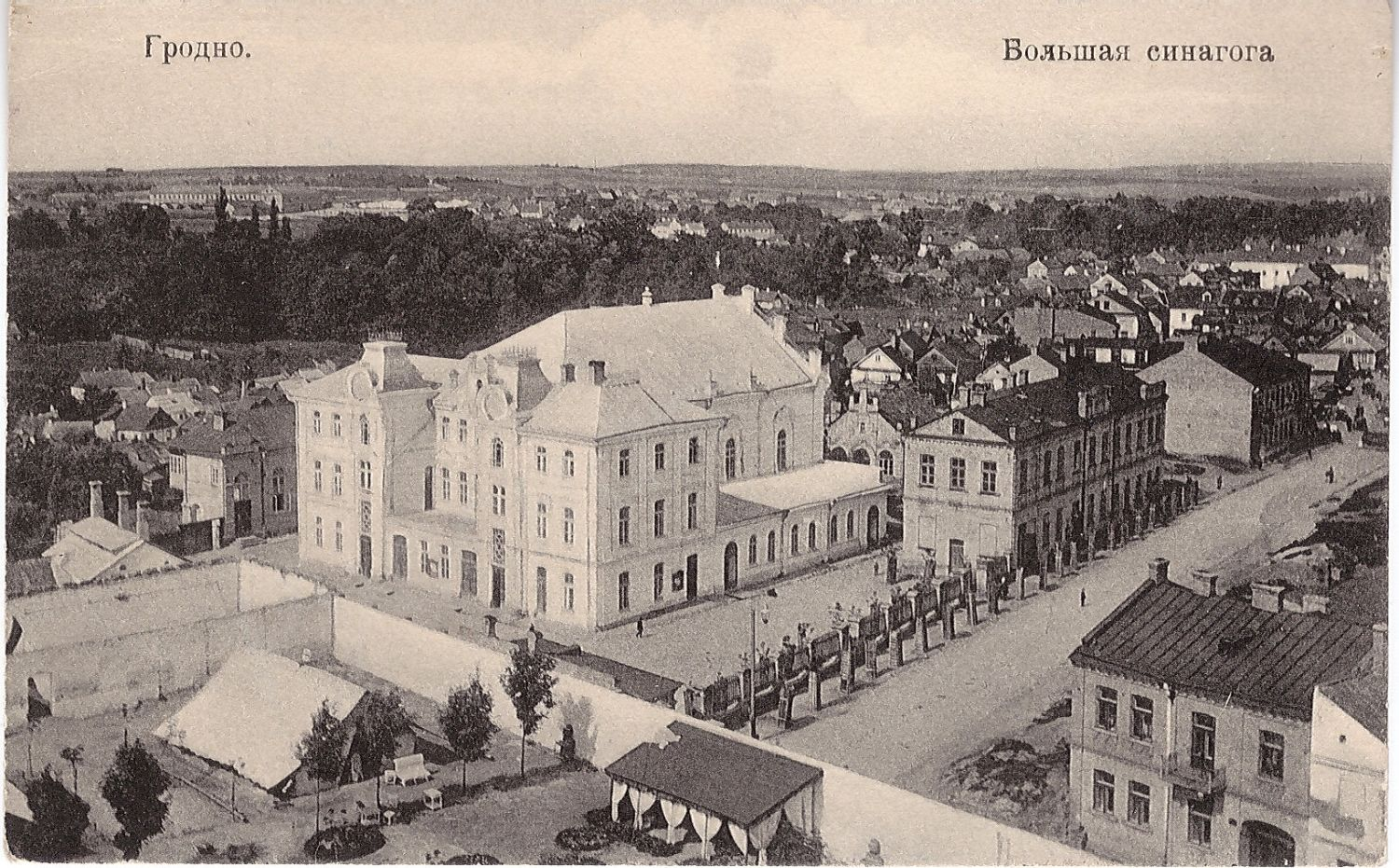
Synagoga na początku XX wieku
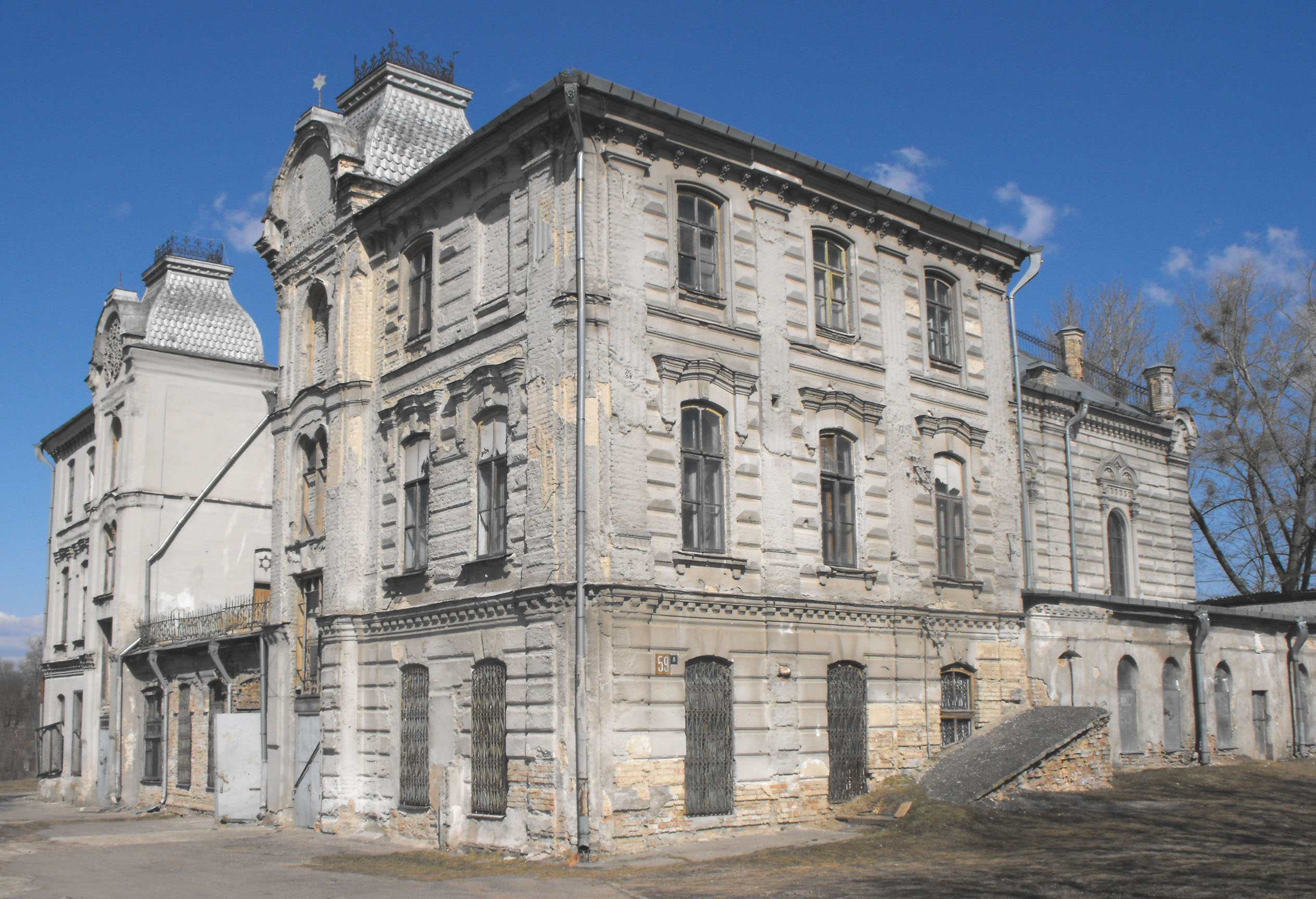
Synagoga w 2011 roku
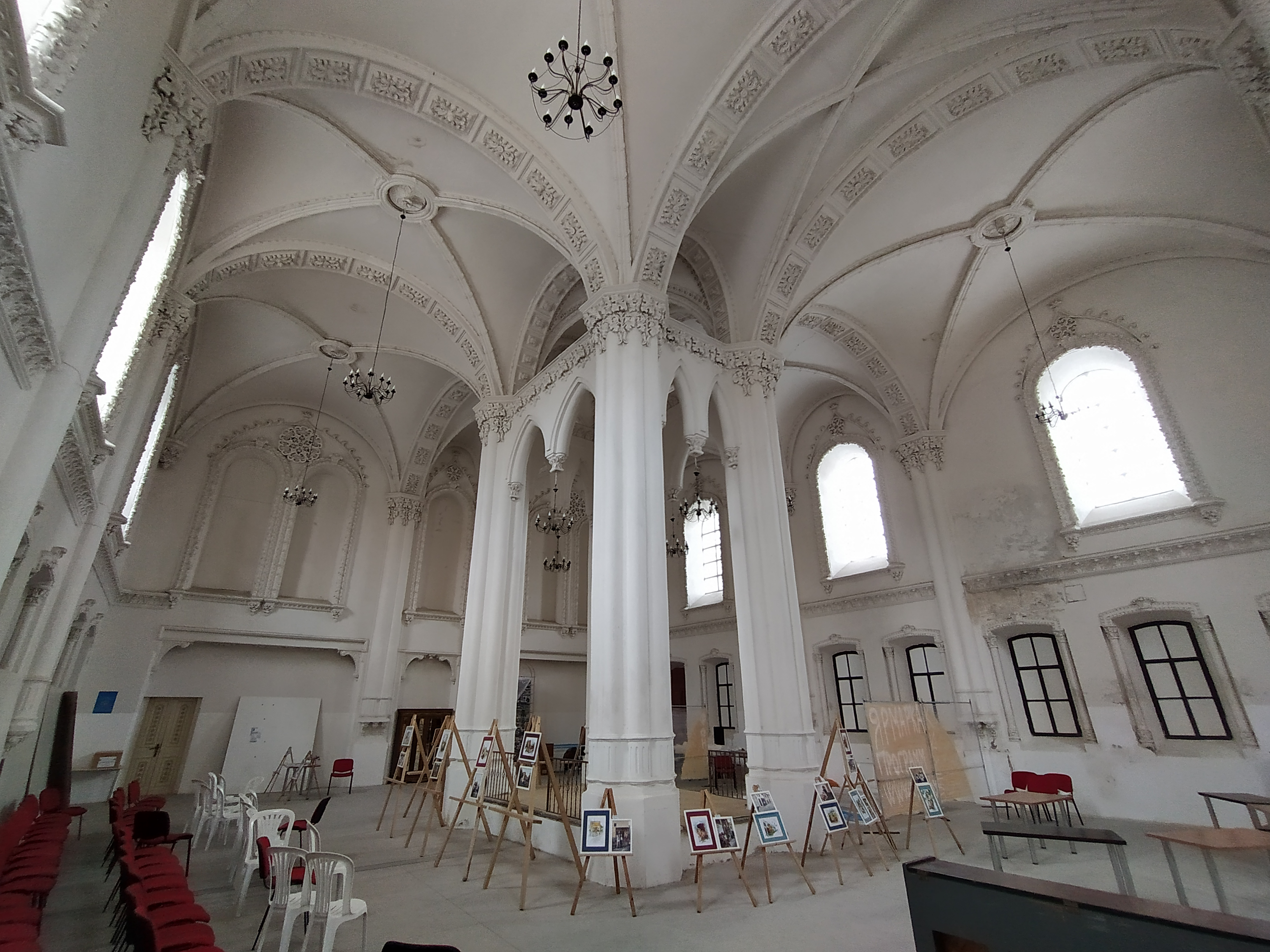
Wnętrze synagogi